# Gillerstjärnen, Härjedalen
Gillerstjärnen är en sjö i Härjedalens kommun i Härjedalen och ingår i Ljusnans huvudavrinningsområde.